# گوک‌خان اینلر
گوک‌خان اینلر (ترکی استانبولی: Gökhan İnler؛ زاده ۲۷ ژوئن ۱۹۸۴) یک بازیکن فوتبال اهل سوئیس با تبار ترکیه‌ای است.
وی همچنین در تیم ملی فوتبال سوئیس بازی کرده‌است.